# Just Dance Kids (jogo eletrônico de 2010)
Just Dance Kids é um jogo de dança de 2010 para o Wii desenvolvido pelo estúdio japonês Land Ho!, e faz parte da franquia Just Dance da Ubisoft. Just Dance Kids é um jogo de música baseado em dança com ênfase em músicas que são populares entre crianças. O jogo foi lançado em 9 de novembro de 2010 na América do Norte, 3 de fevereiro de 2011 na Austrália e 4 de fevereiro de 2011 na Europa (ambos sob o título Dance Juniors).

## Jogabilidade
O jogo é idêntico aos outros jogos da franquia da Ubisoft, Just Dance. Os jogadores precisam executar movimentos de dança específicos no ritmo da música, seguindo uma rotina indicada na tela por quaisquer três dançarinos de ação ao vivo. Ícones de pontuação animados julgam como os jogadores fizeram o movimento. Como o Just Dance original, o jogo também inclui movimentos de agitação, onde os jogadores agitam seus Wii Remotes quando o medidor de agitação aparece. Se o jogador tiver um bom desempenho, dançando com precisão e no ritmo, sua pontuação aumentará e sua classificação será obtida após a conclusão da música.
Existem dois outros modos de jogo, Team High Scores e Freeze & Shake. O modo Team High Scores tem até duas equipes de dois dançando juntas e permite que um jogador agite seu Wii Remote quando o holofote os atinge. E o modo Freeze & Shake faz os jogadores pararem de se mover quando o sinal de parada aparece, além de apenas agitar os movimentos.

## Músicas
Uma trilha sonora com 26 covers do jogo foi lançada em 9 de novembro de 2010, mesmo dia em que o jogo foi lançado.

## Lista de músicas
O jogo contém 42 músicas.
| Música                                           | Artista                                  | Ano  |
| ------------------------------------------------ | ---------------------------------------- | ---- |
| "ABC"                                            | The Jackson 5                            | 1970 |
| "All Star"                                       | Smash Mouth                              | 1999 |
| "Alphabet Song"                                  | The Just Dance Kids                      | 2003 |
| "Ants Go Marching"                               | The Just Dance Kids                      | 1990 |
| "Beautiful Life"                                 | Ace of Base                              | 1995 |
| "Bingo"                                          | The Just Dance Kids                      | 1929 |
| "Can You (Point Your Fingers And Do the Twist?)" | The Wiggles                              | 1995 |
| "Celebration"                                    | Kool & the Gang                          | 1980 |
| "The Chicken Dance"                              | The Just Dance Kids                      | 1950 |
| "Funkytown"                                      | Lipps Inc                                | 1980 |
| "Get The Sillies Out"                            | Yo Gabba Gabba!                          | 2008 |
| "Gonna Make You Sweat (Everybody Dance Now)"     | C+C Music Factory feat. Freedom Williams | 1990 |
| "The Hamster Dance Song"                         | Hampton the Hampster                     | 2000 |
| "Happy Birthday to You"                          | The Just Dance Kids                      | 1893 |
| "Haven't Met You Yet"                            | Michael Bublé                            | 2009 |
| "Here We Go Again"                               | Demi Lovato                              | 2009 |
| "Holiday"                                        | Madonna                                  | 1983 |
| "Hot, Hot, Hot"                                  | Buster Poindexter                        | 1987 |
| "Hot Potato"                                     | The Wiggles                              | 1994 |
| "I Like To Dance"                                | Yo Gabba Gabba!                          | 2008 |
| "I Wanna B With U"                               | Fun Factory                              | 1995 |
| "If You're Happy and You Know It"                | The Just Dance Kids                      | 1900 |
| "I've Been Working on The Railroad"              | The Just Dance Kids                      | 1894 |
| "Jungle Boogie"                                  | Kool & the Gang                          | 1973 |
| "Kids in America"                                | Kim Wilde                                | 1981 |
| "Kung Fu Fighting"                               | Carl Douglas                             | 1974 |
| "Macarena"                                       | Los Del Río                              | 1996 |
| "Magic"                                          | Pilot                                    | 1974 |
| "Mickey"                                         | Toni Basil                               | 1982 |
| "MMMBop"                                         | Hanson                                   | 1997 |
| "The Monkey Dance"                               | The Wiggles                              | 1994 |
| "Naturally"                                      | Selena Gomez & the Scene                 | 2009 |
| "Old MacDonald Had a Farm"                       | The Just Dance Kids                      | 1917 |
| "One Time"                                       | Justin Bieber                            | 2009 |
| "Party in My Tummy"                              | Yo Gabba Gabba!                          | 2008 |
| "Pop Goes the Weasel"                            | The Just Dance Kids                      | 1994 |
| "Shake It"                                       | Metro Station                            | 2008 |
| "Surfin’ U.S.A."                                 | The Beach Boys                           | 1963 |
| "Wheels on the Bus"                              | The Just Dance Kids                      | 1898 |
| "When The Saints Go Marching In"                 | James Milton Black                       | 1896 |
| "Who Let the Dogs Out?"                          | Baha Men                                 | 2000 |
| "Y.M.C.A."                                       | Village People                           | 1978 |

Todas as músicas incluídas no jogo, exceto aquelas de The Wiggles e Yo Gabba Gabba!, são uma versão cover especial do jogo, não a original.